# Richtersveld (Cabo Septentrional)
Richtersveld es un municipio local sudafricano situado en el distrito de Namakwa, en la provincia de Cabo Septentrional.

## Superficie
Richtersveld tiene una superficie de 9608 km².

## Demografía
En 2022, tenía 24 235 habitantes, una densidad poblacional de 2,52 hab./km², y 5643 viviendas.